# جوي ناش
جوي نـاش (بالإنجليزية: Joy Nash)‏ هي ممثلة أمريكية، ولدت في 5 أغسطس 1980 في دالاس في الولايات المتحدة.

## وصلات خارجية
- الموقع الرسمي
- جوي نـاش على موقع IMDb (الإنجليزية)
- جوي نـاش على موقع قاعدة بيانات الفيلم (الإنجليزية)